# De Toegepaste Kunsten in Nederland
De Toegepaste Kunsten in Nederland is een reeks monografieën over hedendaagse sier- en nijverheidskunst. Deze serie werd vanaf 1923 in 24 delen uitgegeven door W.L. & J. Brusse's Uitgeversmaatschappij in Rotterdam.
De uitgever gaf bij de introductie van de serie het volgende commentaar: Het doel van de boekjes is in de eerste plaats praktisch. Zij zullen een inleiding zijn voor wie zich gaat oriënteren, een voorlichting bij studie of keus, een gids bij navraag; zij moeten hun weg vinden naar studeerkamer, kunsthandel, werkplaats, school, bibliotheek en woonvertrek; een klein populair archief, waarin men richtingen verklaard vindt en voortreffelijke werken worden afgebeeld, maar dat men ook raadpleegt bij het zoeken naar een kunstenaar, een fabrikant, een drukker enz.
Er verschenen 10 delen in de sectie Het Huis en zijn Inrichting; 8 delen in Klein Huisraad en Tooi; 1 deel Gewijde Kunst; 3 delen Tooneel en Spel en 3 delen in de sectie Drukkunst, Boek en Grafisch werk. Bij bestelling van de hele serie was de prijs fl. 1,25 per stuk en los gekocht fl. 1,50 per monografie. Alle deeltjes hadden een kleurige omslag van de hand van de boekbandontwerper Roelf Gerbrands (1891-1954) en zijn heden ten dage verzamelobjecten geworden.

## Titels van de reeks
Het Huis en zijn Inrichting
Architecturale Versiering
- 1. Jan Wils: De sierende elementen van de bouwkunst (1923)
- 2. Albert Plasschaert: Muurschilderingen (1926)
- 3. W.F. Gouwe: Glas in lood (1932)
- 4. Jan Lauweriks: Plastische kunst in huis (1924)

Inrichting van woning en vertrek
- 5. Just Havelaar: Met moderne meubel (1924)
- 6. Arnold H. Jansen: Het industrieel uitgevoerde meubel (1925)
- 7. W. Retera W.zn.: Behangsel en bespanningsstof (1924)
- 8. Corn. van der Sluys: Machinale textielkunst. Tapijten, gordijnen, enz. (1925)
- 9. C. de Lorm: Het gezellige binnenhuis (1923)
- 10. Ir. S. van Ravesteyn: De sierkunst op Nederlandsche passagiersschepen (1924)

Klein Huisraad en Tooi
Dagelijksch leven en verkeer
- 11. H.Ellens: De disch (1926)
- 12. W.H. Gispen: Het sierend metaal in de bouwkunst (1925)
- 13. Herman Hana: Batik, bedrukte stof, klein lederwerk (1925)
- 14. Elis M. Rogge: Naaldkunst, kantwerk en handweven (1923)

Glas en aardewerk
- 15. Karel Wasch: Glas en kristal (1924)
- 16. Dr. H.E. van Gelder: Pottenbakkerskunst (1923)

Toilet en sieraden
- 17. C. Proos-Berlage: Sierkunst en vrouwenkleeding (1927)
- 18. Jkvr. Dr. C.H. de Jonge: Sieraden (1924)

Gewijde Kunst
- 19. Jan de Meijer: Gewijde kunst (1928) (gepland als: Katholieke en protestantsche kerkelijke kunst)

Tooneel en Spel
- 20. J.W.F. Werumeus Buning: Het tooneeldecor (1923)
- 21. Otto van Tussenbroek: Speelgoed, marionetten, maskers en schimmenspelen (1925)

Drukkunst, Boek en Grafisch Werk
- 22. A.A.M. Stols: Het schoone boek (na 1928)
- 23. W.F. Gouwe: De grafische kunst in het practische leven (1926)
- 24. G.H. Pannekoek Jr.: De verluchting van het boek (1923)